# 共和國日

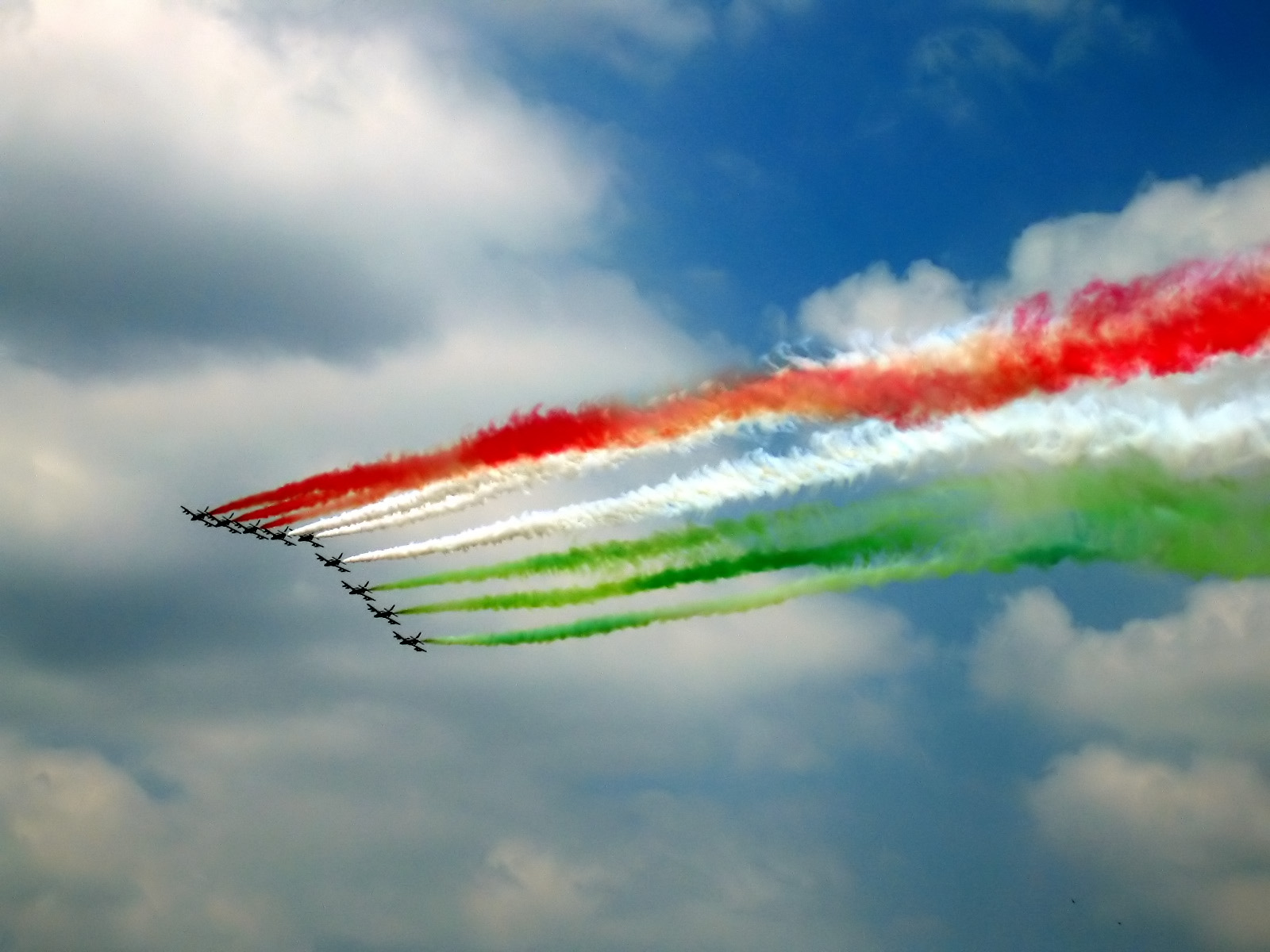
2005年6月2日，意大利空軍慶祝共和國日

共和國日（英語：Republic Day）在一些國家是節假日，用來慶祝國家成為共和國。例如意大利的共和國日是6月12日，紀念意大利在1946年義大利政體公投中決定改行共和政體（公投日期是6月2日）。愛爾蘭共和國的共和國日則是1949年4月18日，紀念愛爾蘭共和國法生效。希臘的共和國日是1974年12月8日。